# جيمي دوفي
جيمي دوفي هو منافس ألعاب قوى كندي، ولد في 1 مايو 1890 في سلايغو في جمهورية أيرلندا، وتوفي في 23 أبريل 1915 في يبر في بلجيكا.

## وصلات خارجية
- جيمي دوفي على موقع أوليمبيديا (الإنجليزية)